# Settat (provincie)
Settat is een van de 4 provincies binnen de Marokkaanse regio Chaouia-Ouardigha.
De andere drie provincies in deze regio zijn Ben Slimane, Berrechid en Khouribga. In totaal heeft Marokko 16 regio's met daarbinnen 62 provincies en 13 prefecturen.

Settat was aanvankelijk een veel grotere provincie. In 1967 werd het gebied rond Casablanca (nu de regio Grand Casablanca genoemd) afgesplitst van Settat, en in 2009 werd de provincie Berrechid afgesplitst.

## Grootste plaatsen
| Plaats             | Arabische naam      | Inwoners (2004) |
| ------------------ | ------------------- | --------------- |
| Settat             | (ar) سطات           | 116.570         |
| Berrechid          | (ar) برشيد          | 89.830          |
| Deroua             | (ar) الدورة         | 36.066          |
| Sahel Oulad H'Riz  | (ar) ساحل ولاد حريز | 26.435          |
| Sidi Rahal Chatai  | (ar) سيدي رحال شطاي | 22.426          |
| Ben Ahmed          | (ar) بن أحمد        | 21.361          |
| Soualem            | (ar) السوالم        | 19.216          |
| Sidi Hajjaj        | (ar) سيدي حجاج      | 18.687          |
| El Gara            | (ar) الكارة         | 18.070          |
| Dar Chaffai        | (ar) دار الشافعي    | 17.632          |
| Lakhiaita          | (ar) الخيايطة       | 17.538          |
| El Borouj          | (ar) ألبروج         | 16.222          |
| Laghnimyine        | (ar) الغنيميين      | 16.191          |
| Ras el Aïn Chaouia |                     | 15.607          |
| Sidi el Aïdi       | (ar) سيدي العايدي   | 13.273          |

Ben Slimane · Khouribga · Settat · El Jadida · Safi · Boulmane · Fez · Moulay Yacoub · Sefrou · Kénitra · Sidi Kacem · Casablanca · Médiouna · Mohammedia · Nouaceur · Assa-Zag · Guelmim · Tan-Tan · Tata · Boujdour · Es-Semara · Lâayoune · Al Haouz · Chichaoua · Essaouira · Kelâat Es-Sraghna · Marrakech · Al Ismaïlia · El Hajeb · Errachidia · Ifrane · Khénifra · Meknès · Berkane · Figuig · Jerada · Driouch · Nador · Oujda-Angad · Taourirt · Aousserd · Oued ed Dahab · Khémisset · Rabat · Salé · Skhirat-Témara · Agadir-Ida-Ou-Tanane · Inezgane-Aït Melloul · Chtouka-Aït Baha · Ouarzazate · Taroudant · Tiznit · Zagora · Azilal · Béni-Mellal · Chefchaouen · Fahs-Bni Mkada · Larache · Tanger-Asilah · Tétouan · Al Hoceima · Taounate · Taza